# Epimerella smirnovi
Epimerella smirnovi är en kvalsterart som först beskrevs av Kulijev 1962.  Epimerella smirnovi ingår i släktet Epimerella och familjen Epimerellidae.

## Underarter
Arten delas in i följande underarter:
- E. s. smirnovi
- E. s. longisetosa